# ۲۸ دی
۲۸ دی سیصد و چهارمین روز سال در گاه‌شماری خورشیدی است. به پایان سال ۶۱ روز (۶۲ روز در سال کبیسه) باقی‌است.

## رویدادها
- ۱۲۸۵ - آغاز رسمی سلطنت محمدعلی‌شاه [۱]
- ۱۳۰۷. آغاز حکومت حبیب‌الله کلکانی
- ۱۳۷۱ - بازگشایی پتروشیمی اصفهان [۲]
- ۱۳۹۶ - اجرای حکم قطع دست یک متهم به سرقت در زندان مرکزی مشهد
- ۱۴۰۱ - زمین‌لرزه ۲۸ دی ۱۴۰۱ آذربایجان غربی
- ۱۴۰۲ - عملیات مرگ بر سرمچار

## زادروزها
- ۱۳۱۶ - ایرج بقایی کرمانی، نویسنده و شاعر
- ۱۳۲۷ - جلال‌الدین کزازی، نویسنده
- ۱۳۳۰ - رسول نجفیان، بازیگر و خواننده
- ۱۳۳۶ - ارشد تهماسبی، موسیقی‌دان
- ۱۳۶۷ - کمال کامیابی نیا، بازیکن فوتبال
- ۱۳۷۳ - غزاله شکور ، دانشجوی هنر ایران و اتریش و مقتول

## درگذشت‌ها
- ۱۳۶۵ - اسماعیل دقایقی، از فرماندهان سپاه پاسداران انقلاب اسلامی
- ۱۳۸۹ - علی آبچوری، نوازنده قوشمه
- ۱۳۹۰ - عبدالله بوتیمار، بازیگر
- ۱۳۹۱ - همایون خرم، موسیقی‌دان
- ۱۳۹۳ - محمدعلی الله‌دادی، از فرماندهان سپاه پاسداران انقلاب اسلامی
- ۱۴۰۰ - منیره نوبخت، نماینده حوزه انتخابیه تهران در دوره چهارم مجلس شورای اسلامی و دوره پنجم مجلس شورای اسلامی